# Bilshöfen
Bilshöfen war ein Ort im Kreis Heiligenbeil in Ostpreußen. Seine Ortsstelle befindet sich heute im Munizipalkreis Rajon Bagrationowsk (Stadtkreis Preußisch Eylau) in der Oblast Kaliningrad (Gebiet Königsberg (Preußen)) Russlands.

## Geographische Lage
Die Ortsstelle von Bilshöfen liegt im Südwesten der Oblast Kaliningrad unmittelbar im Grenzbereich zur polnischen Woiwodschaft Ermland-Masuren (= südliches Ostpreußen). Die frühere Kreisstadt Heiligenbeil (russisch Mamonowo) ist neun Kilometer in nordwestlicher Richtung entfernt, und die heutige Rajonshauptstadt Bagrationowsk (deutsch Preußisch Eylau) 38 Kilometer in östlicher Richtung.

## Geschichte
Der seinerzeit Bülshüfen genannte Ort wurde 1375 gegründet. In ihm war ein Gut mit einem Park angesiedelt, die Namensschreibweise nach 1620 war Bülshöfen, um 1785 Bielshöfen und nach 1871 Bilshöfen. Im 18. Jahrhundert wurden die Familien Klingsporn und von Auer als Gutsbesitzer genannt, im 19. Jahrhundert u. a. die Familie Hollen.
Der Gutsbezirk Bilshöfen kam im Jahre 1874 zum neu errichteten Amtsbezirk Deutsch Thierau (russisch Iwanzowo) im ostpreußischen Kreis Heiligenbeil. Im Jahre 1910 zählte er 106 Einwohner.
Am 30. September 1928 gab der Gutsbezirk Bilshöfen seine Eigenständigkeit auf und wurde in die Landgemeinde Deutsch Thierau eingegliedert.
Im Jahre 1945 wurde das gesamte nördliche Ostpreußen in Kriegsfolge an die Sowjetunion abgetreten. Am südlichen Ortsrand von Bilshöfen verlief die Trennlinie zum südlichen Ostpreußen (heutige polnische Woiwodschaft Ermland-Masuren). Bilshöfen wurde wegen seiner Grenzlage nicht mehr besiedelt und gilt als untergegangen. Die Ortsstelle gehört heute zum Rajon Bagrationowsk (Stadtkreis Preußisch Eylau) in der russischen Oblast Kaliningrad (Gebiet Königsberg (Preußen)).

## Religion
Bilshöfen war bis 1945 in das Kirchspiel der evangelischen Kirche  Deutsch Thierau (russisch Iwanzowo) in der Kirchenprovinz Ostpreußen der Kirche der Altpreußischen Union eingepfarrt.

## Verkehr
Bilshöfen war über eine Landstraße mit Deutsch Thierau resp. Inwanzowo verbunden. Seit der Errichtung des Grenzübergangs Mamonowo II/Grzechotki (Heiligenbeil/Rehfeld), der die russische Fernstraße 27A-002 (ex R 516, ehemalige Reichsautobahn Berlin–Königsberg) mit der polnischen Schnellstraße S 22 zusammenführt, besteht diese Verbindung nicht mehr. Sowohl Bilshöfen als auch Iwanzowo sind wüst, und die Ortsstellen wegen der Grenzlage nicht erreichbar.